# Готфрид VIII фон Епщайн
Готфрид VIII (IX, XI) фон Епщайн-Диц-Мюнценберг (на немски: Gottfried XI (VIII, IX) von Eppenstein-Dietz-Münzenberg; * пр. 1437; † между 30 ноември 1465 и 29 май 1466) е граф на Епенщайн-Диц и Мюнценберг.

## Произход
Той е син на граф Готфрид VII фон Епщайн-Мюнценберг († 1437) и съпругата му Юта фон Насау-Диленбург († 1424), дъщеря-наследничка на граф Адолф фон Насау-Диленбург-Диц (1362 – 1420) и Юта фон Диц († 1397). Брат му Адолф фон Епщайн (* ок. 1400; † 1433/1434) е епископ на Шпайер (1430 – 1433/1434).

## Фамилия
Първи брак: с Маргарета фон Ханау (* 1411; † 29 март или април 1441), дъщеря на граф Райнхард II фон Ханау († 1451) и Катарина фон Насау-Байлщайн (1407 – 1459). Вероятно те нямат деца.
Втори брак: на 6 юни 1451 г. с Агнес фон Рункел († 27 юли 1481), дъщеря на Дитрих IV фон Рункел, господар на Рункел (ок. 1400 – 1462), и графиня Анастасия фон Изенбург-Браунсберг-Вид (ок. 1415 – 1460). Те имат децата:
- Готфрид XII (X, IX) (* ок. 1465; † 1522), граф на Епенщайн-Диц и господар на Диц, Епщайн и Мюнценберг, женен за вилд-рейнграфиня Валпурга фон Салм-Даун-Кибург (1440 – 1493)
- Агнес († сл. 1479)
- Йохан (* ок. 1460; † сл. 1518/1544)